# Rest Inside the Flames
Rest Inside the Flames je třetí studiové album Aljašské post-hardcore/metalcore hudební skupiny 36 Crazyfists. V Austrálii vyšlo na 10. červen 2006, v Evropě a VB 12. června 2006. V USA vyjde 7. listopadu 2006.

## Seznam skladeb
1. „I'll Go Until My Heart Stops“ – 3:45
2. „Felt Through a Phone Line“ – 4:25
3. „On Any Given Night“ – 3:38
4. „Elysium“ – 3:03
5. „The Great Descent“ – 4:35
6. „Midnight Swim“ – 3:43
7. „Aurora“ – 3:54
8. „Will Pull This in By Hand“ – 2:50
9. „We Cannot Deny“ – 3:42
10. „Between the Anchor and the Air“ – 3:28
11. „The City Ignites“ – 3:23
12. „Mother Mary“ (Bonusová skladba na iTunes) – 2:09

## Zajímavosti
- Webrip alba se dostal na P2P a BitTorrent na 8. dubna, téměř dva měsíce před oficiálním vydáním.
- Album obsahuje vokály hostujícího frontmana skupiny Killswitch Engage Howarda Jonese, které je možné slyšet ve skladbě „Elysium“, stejně jako vokály Jonaha Jenkinse z Milligram v písničce „We Cannot Deny“.
- První samostatný singl alba je „I'll Go Until My Heart Stops“.

## Žebříčky
| Rok  | Žebříček              | Pozice |
| ---- | --------------------- | ------ |
| 2006 | Billboard Top 200     | -      |
| 2006 | United Kingdom Top 75 | #71    |
| 2006 | Australia Top 100     | #54    |